# František Picka
František Picka (12. května 1873 Strašice – 18. října 1918 Praha) byl český varhaník, dirigent, sbormistr a hudební skladatel.

## Život
Otec skladatele byl učitelem a varhaníkem v Lochovicích. Od něj získal základní hudební vzdělání a již v 11 letech zastupoval jako varhaník otce. Studoval na Varhanické škole v Praze u Františka Skuherského a Karla Steckra a vedle toho i hru na klavír u Jindřicha Káana.
Po studiu byl v Praze varhaníkem, korepetitorem a sbormistrem. Měl krásný hlas a příležitostně vystupoval i jako zpěvák. V roce 1894 byl krátce dirigentem operety. V letech 1894-1897 působil jako ředitel kůru v kostele sv. Jakuba a od roku 1897 až do své smrti, v dominikánském kostele sv. Jiljí. Byl korepetitorem v Pivodově pěvecké škole a hudebním referentem časopisu Dalibor.
V roce 1900 se z popudu šéfa opery Národního divadla Karla Kovařovice stal sbormistrem operního sboru Národního divadla a po dvou letech i třetím dirigentem. Nejprve řídil činoherní orchestr a baletní představení. Od roku 1903 dirigoval i opery. Komponoval scénickou hudbu pro činoherní představení a za dobu svého působení v Národním divadle složil okolo 100 titulů. Nejúspěšnější se stala hudba k vánoční hře Karla Maška Betlém, která byla později použita i pro rozhlasovou úpravu. Ve spolupráci s režisérem Jaroslavem Kvapilem zkomponoval hudbu téměř ke všem tehdejším inscenacím her Williama Shakespeara. Národní divadlo rovněž uvedlo ve dvou inscenacích jeho jedinou operu Malíř Rainer.
Jako skladatel se nejvíce prosadil v oblasti církevní hudby. Zkomponoval 7 latinských mší, českou mši, requiem, 2 Te Deum, cykly Umučení Kristovo a Hebdomas sancta (Svatý týden) a mnoho dalších drobnějších skladeb. Chrámovou hudbou se zabýval i teoreticky. Ve spise O nynějším stavu hudby církevní vůbec a v Praze zvláště se postavil ostře proti konzervativním snahám zvrátit přirozený vývoj chrámové hudby. O propagaci hudby v širší veřejnosti se zasloužil knihou Operní skladatelé a jejich díla.

### Rodinný život
31. května 1897 se oženil s vdovou Antonií, rozenou Linhartovou (1872-??), se kterou měl tři děti (z nich jeden syn, naroz. 1895, byl pravděpodobně Františkem Pickou dodatečně legitimizován). Rodina žila na pražském Starém Městě.

### Úmrtí
Zemřel 18. října 1918, kdy vysílený chřipkou utrpěl úraz hlavy po pádu na schodech.

## Dílo (výběr)

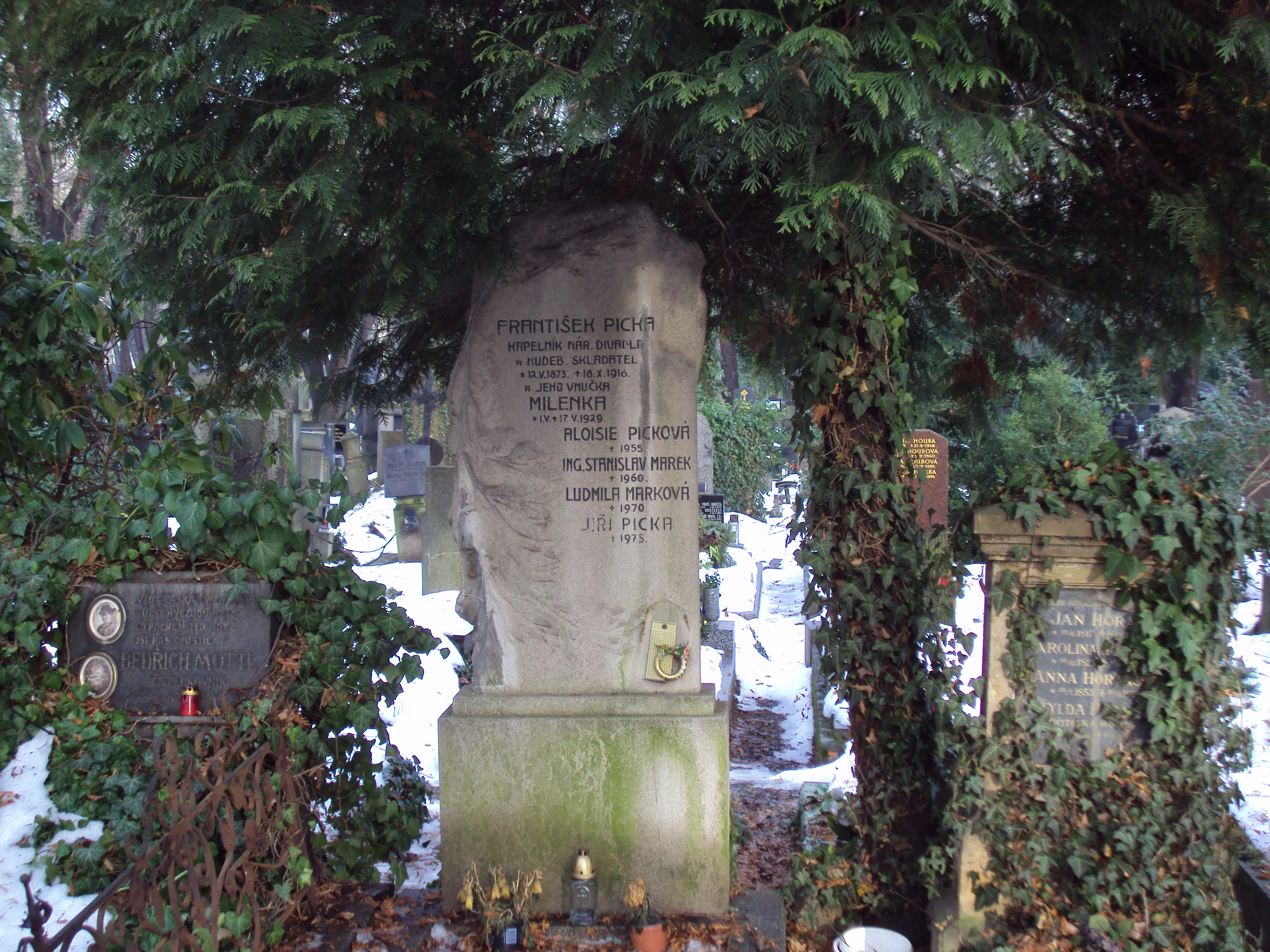
Rodinný hrob na Olšanském hřbitově

### Mše
- Missa F-dur op. 17
- Missa Es-dur op. 19
- Missa solemnis c-moll op. 21
- Missa G-dur op. 33
- Missa festiva D-dur op. 40
- Missa B-dur op. 41
- Missa brevis op. 43
- Mše česká op. 15
- Requiem Es-dur op. 27

### Písně
- Pět písní op. 1 (slova Vítězslav Hálek, V. Pokorný, Fr. L. Čelakovský)
- Čeští hoši (slova Josef Václav Sládek)
- České děvy (slova Ladislav Benýšek)
- Písně op. 5
- Písničky op. 24–28 pro střední hlas s průvodem klavíru
- Pohádka touhy op. 30
- Letní hymnus pro vyšší hlas s průvodem klavíru
- Hanácky pěsničke op. 60
- Novy hanácky pěsničke pro střední hlas s průvodem klavíru, op. 63

### Opera
- Malíř Rainer, komická opera o čtyřech jednáních, libreto podle hry J. J. Kolára napsal Karel Mašek (premiéra 24. 11. 1911 v Národním divadle)

### Sbory
- Písně pasácké, op. 2 (čtyři sbory pro mužské hlasy na slova R. Pokorného, věnoval svému otci)
- Pijácké op. 10
- Zpěv, slavnostní sbor pro mužské hlasy na slova Svatopluka Čecha
- Tichá noc, Píseň svatební, Květ lotosu op. 20 (smíšený)
- Smutná pohádka, op. 22, balada pro mužský sbor a tenorové sólo s průvodem klavíru
- Jarní večer, romance pro smíšený sbor s průvodem klavíru

Zkomponoval rovněž řadu skladeb pro klavír a drobnější skladby pro komorní obsazení. Úplný seznam skladeb je v práci Ludmily Markové (viz Literatura).